# 31415 Fenucci
31415 Fenucci este o planetă minoră (asteroid), cu un diametru de 2,024 km, din Mars-crossing asteroid⁠(d). A fost descoperită pe 10 ianuarie 1999 la Stația Anderson Mesa de Lowell Observatory Near-Earth-Object Search. 
Obiectul prezintă o orbită caracterizată de o semiaxă mare de 2,2762411 UAi, o excentricitate de 0,2685671, o înclinație de 6,83838 ° în raport cu ecliptica.